# Беланже, Эрик
Эрик Беланже (фр. Éric Bélanger; 16 декабря 1977, Шербрук, Квебек) — бывший профессиональный канадский хоккеист. Амплуа — центральный нападающий.
На драфте НХЛ 1996 года выбран в 4 раунде под общим 96 номером командой «Лос-Анджелес Кингз», в составе которой дебютировал в сезоне 2000/01. 29 сентября 2006 года обменян в «Каролину Харрикейнз». 10 февраля 2007 года обменян в «Атланту Трэшерз». 3 июля 2007 года подписал трёхлетний контракт с «Миннесотой Уайлд». 3 марта 2010 года был обменян в «Вашингтон Кэпиталз». Сезон 2010/11 провёл в клубе «Финикс Койотис». 1 июля 2011 года подписал трёхлетний контракт с «Эдмонтон Ойлерз», два года спустя «Ойлерз» выкупили контракт хоккеиста.
16 июля 2013 года заключил однолетний контракт с клубом КХЛ «Автомобилист» из Екатеринбурга. Однако уже 25 сентября, после 7 матчей за новый клуб, объявил о завершении карьеры.

## Статистика
```
                                            --- Regular Season ---  ---- Playoffs ----
Season   Team                        Lge    GP    G    A  Pts  PIM  GP   G   A Pts PIM
--------------------------------------------------------------------------------------
1994-95  Beauport Harfangs           QMJHL  71   12   28   40   24  18   5   9  14  25
1995-96  Beauport Harfangs           QMJHL  59   35   48   83   18  20  13  14  27   6
1996-97  Beauport Harfangs           QMJHL  31   13   37   50   30  --  --  --  --  --
1996-97  Rimouski Oceanic            QMJHL  31   26   41   67   36  --  --  --  --  --
1997-98  Fredericton Canadiens       AHL    56   17   34   51   28   4   2   1   3   2
1998-99  Springfield Falcons         AHL    33    8   18   26   10   3   0   1   1   2
1998-99  Long Beach Ice Dogs         IHL     1    0    0    0    0  --  --  --  --  --
1999-00  Lowell Lock Monsters        AHL    65   15   25   40   20   7   3   3   6   2
2000-01  Lowell Lock Monsters        AHL    13    8   10   18    4  --  --  --  --  --
2000-01  Los Angeles Kings           NHL    62    9   12   21   16  13   1   4   5   2
2001-02  Los Angeles Kings           NHL    53    8   16   24   21   7   0   0   0   4
2002-03  Los Angeles Kings           NHL    62   16   19   35   26  --  --  --  --  --
2003-04  Los Angeles Kings           NHL    81   13   20   33   44  --  --  --  --  --
2004-05  Bolzano HC                  Italy  12   13   10   23   20
2005-06  Los Angeles Kings           NHL    65   17   20   37   62  --  --  --  --  --
2006-07  Carolina Hurricanes         NHL    56    8   12   20   14
2006-07  Atlanta Thrashers           NHL    24    9    6   15   12   4   1   0   1  12
2007-08  Minnesota Wild              NHL    75   13   24   37   30   6   0   0   0   4
2008-09  Minnesota Wild              NHL    79   13   23   36   26  --  --  --  --  --
2009-10  Minnesota Wild              NHL    65   13   22   35   28  --  --  --  --  --
2009-10  Washington Capitals         NHL    17    2    4    6    4   7   0   1   1   4
2010-11  Phoenix Coyotes             NHL    82   13   27   40   36   4   0   0   0   2
2011-12  Edmonton Oilers             NHL    78    4   12   16   32  --  --  --  --  --
2012-13  Edmonton Oilers             NHL    26    0    3    3   10  --  --  --  --  --
2013-14  Автомобилист                КХЛ     7    0    0    0    4  --  --  --  --  --
--------------------------------------------------------------------------------------
         Всего в НХЛ                       820  138  220  358  361  41   2   5   7  28

```